# Hạ Thương Chu đoạn đại công trình
Hạ Thương Chu đoạn đại công trình (tiếng Trung: 夏商周断代工程; bính âm: Xìa Shāng Zhōu Duàndài Gōngchéng) - Dự án xác định niên đại Hạ Thương Chu -là một dự án đa ngành, kết hợp giữa các bộ môn khoa học tự nhiên với khoa học xã hội, được Chính phủ Cộng hòa Nhân dân Trung Hoa giao cho một nhóm các chuyên gia trong nhiều lĩnh vực tiến hành từ ngày 16 tháng 5 năm 1996 để xác định chính xác địa điểm và khoảng thời gian (niên đại) của các triều đại là nhà Hạ, nhà Thương và Tây Chu.

## Quá trình xây dựng, phát triển
Đây là một dự án nằm trong kế hoạch 5 năm phát triển kinh tế-xã hội lần thứ 9 của Trung Quốc. Công tác chuẩn bị cho dự án được khởi động từ mùa thu năm 1995 với buổi tọa đàm do bộ trưởng Bộ Khoa học Kỹ thuật Trung Quốc là Tống Kiện chủ trì. Cuối năm 1995, Quốc vụ viện Cộng hòa Nhân dân Trung Hoa đã triển khai hội nghị để thành lập các tổ phục vụ cho dự án này. Khoảng 200 chuyên gia từ 7 đơn vị là Bộ Khoa học Kỹ thuật Trung Quốc, Viện Hàn lâm Khoa học Trung Quốc, Viện Hàn lâm Khoa học xã hội Trung Quốc, Bộ Giáo dục Trung Quốc, Cục Bảo tàng lịch sử quốc gia Trung Quốc, Hiệp hội Khoa học Kỹ thuật Trung Quốc, Hiệp hội cơ kim khoa học tự nhiên quốc gia Trung Quốc đã tham gia vào dự án. Chủ nhiệm công trình này là sử gia Lý Học Cần, chuyên gia về C-14 Cừu Sĩ Hoa, nhà khảo cổ Lý Bá Khiêm, nhà thiên văn Tịch Trạch Tông. Dự án được nghiệm thu vào ngày 15 tháng 9 năm 2000 và các kết quả của dự án đã được công bố vào ngày 9 tháng 11 năm 2000 với tên gọi Hạ Thương Chu niên biểu.
Theo thông lệ, năm 841 TCN đánh dấu sự khởi đầu chế độ nhiếp chính cộng hòa trong thời kỳ nhà Chu (với hai ông Chu Định công và Triệu Mục công cùng làm nhiếp chính sau thời Chu Lệ Vương, còn gọi là Chu Triệu cộng hòa), và đó chính là năm thứ nhất của kỷ nguyên cộng hòa trong việc ghi chép sử sách Trung Hoa theo trật tự hàng năm một cách liên tục. Hạ Thương Chu đoạn đại công trình có nhiệm vụ xác định chính xác niên đại cho các sự kiện diễn ra trước đó. Tuy nhiên, có một số tranh cãi xung quanh mục đích của dự án.

## Phương pháp
Dự án so sánh các kết quả thu được từ xác định niên đại bằng cacbon phóng xạ, các phương pháp xác định niên đại của khảo cổ học từ các di chỉ khảo cổ học cũng như từ các mộ táng, phân tích các văn bản lịch sử trên giáp cốt văn và kim văn, các kết quả thiên văn, lịch pháp và sử dụng các phương pháp liên ngành khác để thu được độ chính xác về thời gian và địa điểm một cách chính xác và đúng đắn hơn.

## Tranh cãi
Có một số tranh cãi về kết quả của dự án. Một số phê phán cho rằng dự án này hỗ trợ cho quan niệm về một lịch sử 5.000 năm, không gián đoạn và đồng nhất của Trung Quốc, trong đó ba triều đại Hạ, Thương, Chu là các triều đại lớn và hùng mạnh, cai trị Trung Quốc một cách chính thống (đại dân tộc chủ nghĩa) trong khoảng thế kỷ 22 tới thế kỷ 9 TCN, bỏ qua một thực tế là có thể có một số nhóm dân tộc/triều đình khác (có lẽ cũng văn minh bằng hoặc gần bằng như thế) đã tồn tại trên khắp Trung Quốc và Trung Á trong thời kỳ này Mục đích chính trị cũng bị hoài nghi là đã ảnh hưởng tới học thuật, chẳng hạn như ý kiến của David S. Nivison, giáo sư danh dự của Đại học Stanford đã phát biểu hay Edward L. Shaughnessy, một sử gia từ Đại học Chicago, đã phát biểu rằng "Có một mong muốn theo chủ nghĩa sô-vanh để đẩy ghi chép lịch sử trở lại thiên niên kỷ thứ 3 trước Công nguyên, đưa Trung Quốc ngang hàng với Ai Cập... Đó là một động lực chính trị và tinh thần dân tộc nhiều hơn là học thuật.".
Các tranh cãi kỹ thuật liên quan tới các vấn đề sau:
- Thứ nhất, các ranh giới khảo cổ học giữa nhà Hạ với nhà Thương và giữa nhà Thương với nhà Chu đã bị tranh cãi, một phần là do các phương pháp được chấp nhận trong xác định niên đại bằng cacbon phóng xạ.
- Thứ hai, các niên đại theo cacbon phóng xạ nói chung chỉ có thể đưa ra độ tin cậy ở mức 68%, thay vì ngưỡng tiêu chuẩn độ tin cậy 95%; điều này làm cho các khoảng ngày tháng hẹp hơn so với ngưỡng mà chúng lẽ ra phải được xác định một cách chính xác hơn[3]
- Thứ ba, tính toán thiên văn chủ yếu (cho nhật thực năm 899 TCN) có thể là không chính xác[4][5]
- Thứ tư, người ta cho rằng các cơ sở tài liệu thiên văn của dự án là thiếu cơ sở. Điều này một phần là do các nghi ngờ từ lâu về độ tin cậy và các diễn giải của các ghi chép lịch sử sử dụng trong các suy luận[4][5]. Mặt khác, điều này cũng một phần là do việc sử dụng có tính chọn lọc các ghi chép sử học giả định (mà nếu sử dụng ở trạng thái nguyên vẹn của nó, có thể hoàn toàn không có giải đáp).
- Thứ năm, các thay đổi giả định đã được đưa vào trong các chữ khắc trên các chai lọ bằng đồng thanh, điều này ảnh hưởng tới độ tin cậy của niên đại tổng thể.
- Thứ sáu, sự thiếu hiểu biết về lịch pháp thời cổ đại đã làm rắc rối và phức tạp vấn đề[4].

## Các kết quả đã công bố
- Bốn giai đoạn của văn hóa Nhị Lý Đầu đều thuộc về giai đoạn nhà Hạ.
- Thời kỳ Tây Chu đã được xác định chính xác.

## Niên đại của các nhà Hạ, Thương, Chu
Dưới đây là các khoảng thời gian của ba triều đại do Hạ Thương Chu đoạn đại công trình công bố: 
- Nhà Hạ: 17 vua (2070 TCN - 1600 TCN)
- Tiền Thương: 19 vua (1600 TCN - 1300 TCN)
- Hậu Thương:
  - Bàn Canh, Tiểu Tân, Tiểu Ất (1300 TCN - 1251 TCN)
  - Vũ Đinh (1250 TCN - 1192 TCN)
  - Tổ Canh, Tổ Giáp, Lẫm Tân, Canh Đinh (1191 TCN - 1148 TCN)
  - Vũ Ất (1147 TCN - 1113 TCN)
  - Thái Đinh (1112 TCN - 1102 TCN)
  - Đế Ất (1101 TCN - 1076 TCN)
  - Đế Tân (1075 TCN - 1046 TCN)
- Nhà Tây Chu:
  - Vũ Vương (1046 TCN - 1043 TCN)
  - Thành Vương (1042 TCN - 1021 TCN)
  - Khang Vương (1020 TCN - 996 TCN)
  - Chiêu Vương (995 TCN - 977 TCN)
  - Mục Vương (976 TCN - 922 TCN)
  - Cung Vương (922 TCN - 900 TCN)
  - Ý Vương (899 TCN - 892 TCN)
  - Hiếu Vương (891 TCN - 886 TCN)
  - Di Vương (885 TCN - 878 TCN)
  - Lệ Vương (877 TCN - 841 TCN)
  - Chu Triệu cộng hòa (841 TCN - 828 TCN)
  - Tuyên Vương (827 TCN - 782 TCN)
  - U Vương (781 TCN - 771 TCN)